# Шоттмюллер, Ода
Ода Шоттмюллер (нем. Oda Schottmüller) — (9 февраля 1905 года, Позен, Германия — 5 августа 1943 года, Берлин, Германия) — танцовщица, скульптор, антифашист, член движения Сопротивления во время Второй мировой войны, член организации «Красная капелла».

## Биография
Ода Шоттмюллер родилась 9 февраля 1905 года в Позене, в Германской империи (ныне Познань в Польше). Она была внучкой историка Конрада Шоттмюллера. С 1922 по 1924 годы училась в школе Оденвальд в Хеппенхайме. Во время учёбы подружилась с сокурсником Клаусом Манном. С 1924 по 1927 годы, училась в профессиональных училищах в Пфорцхайме и Франкфурте-на-Майне. В 1928 году, вдохновленная Верой Шкоронель, начала обучаться танцу в хореографической школе Берлина. В то же время, в 1929 году, поступила в класс скульптуры в мастерскую Милли Штегер из Ассоциации женщин-художниц в Берлине. Её дипломная работа «Обнаженная девушка с полотенцем» была куплена Берлинской национальной галереей. В 1931 году сдала экзамен по гимнастике и физическому воспитанию. Со следующего года начала выступать как танцовщица. В начале 1930-х годов поступила в класс скульптуры в мастерскую Иоганна Иттена.
В 1935 году познакомилась со скульптором Куртом Шумахером и стала посещать его художественную студию, где велись теоретические дискуссии на разные темы, включая политические. После 1936 года в группе появились и другие женщины: библиотекарь Лотте Шлайв, скульптор Илзе Шеффер и танцовщица Анна Бергер.
В самого своего ареста Ода Шоттмюллер выступала как танцовщица, как внутри страны, так и за рубежом, выставляла свои скульптурные работы на публичных выставках. Эти поездки она использовала для установления связи между группами «Красной капеллы». В её квартире в Берлине печатались и хранились антифашистские листовки и брошюры.
16 сентября 1942 года она была арестована. В январе 1943 года «за помощь в подготовке государственного переворота и пособничестве врагу» Имперский военный трибунал приговорил её к смертной казни. После отказа в прошении о помиловании, 5 августа 1943 года в тюрьме Плёцензее в Берлине приговор привели в исполнение.